# Булгари, Яков Николаевич
Яков Николаевич Булгари (? — 16 [28] августа 1828) — граф, чиновник, помещик, действительный статский советник, член Общества наук при Харьковском университете (1823) и тайной организации «Филики Этерия». Отец Николая Булгари.

## Биография
Прибыл из Ионических островов. В 1807 году зачислен корнетом Кавалергардского полка, в 1808 году стал камер-юнкером. С 1813 года исполнял обязанности начальника Радивиловского таможенного округа. В 1817 году из-за конфликта с волынским губернатором Варфоломеем Гижицким вынужден уйти в отставку (в чине действительного статского советника), после чего частно управлял состоянием графини Анны Чернышевой. Имел собственные владения в Одессе и Слободско-Украинской губернии. Большие средства отдал на военное снаряжения участников борьбы за освобождение Греции от Османской империи (в том числе — харьковских и одесских греков).
Весной в 1825 году в Харькове был привлечён к следствию за участие в греческом освободительном движении. 5 января 1826 года арестован в Харькове по подозрению в причастности к движению декабристов (поскольку был знакомым Фёдора Вадковского). 1 января 1826 года был заключён в Петропавловскую крепость. 28 января переведён в петербургский госпиталь. По результатам расследования оправдан и 9 июня того же года освобождён с оправдательным аттестатом. Вернулся в Украину.
Умер в городе Ромны.